# Burgstall Eisbühl
Der Burgstall Eisbühl war eine mittelalterliche Burganlage am westlichen Ortsrand der Gemeinde Dischingen im Landkreis Heidenheim. 
Es handelte sich einst um eine Anlage, bestehend aus Vor- und Kernburg, mit einem ringförmigen Graben um die Kernburg herum. Ein markanter Felsklotz an der Westspitze der Burgstelle bezeugt ihre einstige Spornlage.
Historische Aufzeichnungen zu der wohl im 12. oder 13. Jahrhundert entstandenen Befestigungsanlage fehlen. Möglicherweise diente der Burgstall Eisbühl zeitweilig als Sitz eines im 13. Jahrhundert in Dischingen bezeugten Ortsadels. Die Zerstörung der Anlage wird auf die Jahre 1246 bis 1250 geschätzt.
Heute sind noch der Halsgraben sowie der Wall erhalten.